# コンパクト星
コンパクト星（コンパクトせい）とは、宇宙物理学において白色矮星、中性子星、エキゾチック密度星とブラックホールに対して使われる呼び名である。通常の恒星などの質量あたりの大きさと比べてのこれらの物体はすべて小さい。
白色矮星や中性子星は、それぞれ電子の縮退圧や中性子の縮退圧で支えられているので縮退星 (degenerate star) ともいう。これにはクォーク星も提案されている。
コンパクト星 (compact star) は、高密度星 (high density star) ともいう。

## 星の進化の最後としてのコンパクト星
コンパクト星は恒星進化の最終地点である。
星は輝きながらそれ自身のエネルギーを失っていく。放射面から失われるエネルギーは星内部での核融合で生み出すエネルギーによりつりあいを保っているが、星がそのエネルギー自身を使い果たしたときに星の死が始まる。内部の熱いガスは星の重さを支えられずに、内部へ圧縮され密度の高い状態となる。これがコンパクト星である。詳細は個々の関連項目を参照。
白色矮星や中性子星と元の恒星との違いは、固体とガスの違いとして類推して説明することが出来る。
白色矮星が冷えて黒色矮星となる時間は、現在の宇宙の年齢よりもずっと長い。